# Odontoglossum auro-purpureum
Odontoglossum auro-purpureum là một loài thực vật có hoa trong họ Lan. Loài này được Rchb. f. mô tả khoa học đầu tiên năm 1849.